# Ваисигано
Ваисигано (самоан. Vaisigano) — административный округ Самоа. Находится на западе острова Савайи. Граничит с округами Гагаифомауга и Сатупаитеа. Административный центр округа — посёлок Асау.
По данным 2011 года, население округа составляет 6759 жителей. Площадь округа составляет 178 км².
У посёлка Ауала находится заповедник для черепах. На восточной оконечности острова в районе посёлка Фалеалупо произрастает тропический лес. 
Там же, на побережье Тихого океана находятся руины католической церкви, разрушенной ураганом 1990 года вместе с окружавшим ее посёлком.